# Phrynarachne cucullata
Phrynarachne cucullata es una especie de araña cangrejo del género Phrynarachne, familia Thomisidae. Fue descrita científicamente por Eugène Simon en 1886.

## Distribución
Esta especie se encuentra en Asia: Camboya, Vietnam y Molucas.

## Tratamiento taxonómico
La especie aparece registrada y publicada en Espèces et genres nouveaux de la famille des Thomisisdae. Actes de la Société Linnéenne de Bordeaux 40: 167–187.